# Нил (митрополит Пентапольский)
Митрополи́т Нил (греч. Μητροπολίτης Νείλος; 1809, Галлиполи, Восточная Фракия — 12 ноября 1887, Дафни, Афон) — епископ Александрийской православной церкви, митрополит Пентапольский, Патриарх Александрийский в 1869—1870 годах.

## Биография
Родился в Галлиполи в Восточной Фракии в 1809 году. В 1830 году отправился на Афон, где его принял настоятель монастыря Эсфигмен архимандрит Агафангел, его земляк. В Эсфигмене был пострижен в монашество с именем Нил. Через некоторое время он заболел туберкулёзом и был отправлен на лечение к греческим врачам в Смирну. Помимо монашеского делания монах Нил занимался самообразованием и изучением иностранных языков. Этот труд дал свои плоды, и отец Нил приобрел славу одного из наиболее образованных людей.
Его административные способности и ученость были замечены, и архимандрит Агафангел отправил его в одно в Молдавию управлять одним из монастырских имений. В городе Хуш в церкви святого Илии Пророка он был рукоположен в иеромонаха местным епископом. Вскоре архимандрит Нил был назначен управлять крупным и богатым эсфигменским метохом во Флорештах (Бессарабия), затем — также метохами в честь Трех Святителей и Кутрочану. В тот период он именовался Нилом Эсфигменитом или Нилом Триерархитисом.
Был сторонником Патриарха Александрийского Никанора в развернувшимся тяжёлом конфликте между сторонниками и противниками Патриарха Никанора, занявшего патриарший престол в 1866 году. Оппозицию Патриарху Никанору возглавлял архимандрит Евгений (Даку-Ксоропотаминос), который был назначен патриаршим эпитропом и местоблюстителем Патриаршего престола со стороны враждебного Патриарху Совета представителей местных греческих общин, который согласно уставу должен был управлять церковью совместно с Патриархом и Синодом. Архимандрит Евгений и его приверженцы добились изгнания за пределы Египта двух остававшихся верными патриарху митрополитов. В ответ на действия общин и египетского правительства Патриарх Никанор объявил о назначении своим преемником и местоблюстителем архимандрита Нила из афонского монастыря Эсфигмен.
Архимандрит Евгений, чьи полномочия были признаны местными властями, в ответ при помощи своих сторонников и полиции решил захватить патриаршую резиденцию в Каире. 2 июля 1867 года произошла драка с участием полиции, множество участников которой получили ранения, а сама резиденция была разграблена солдатами. Подобным шагом архимандрит Евгений подорвал доверие к себе. Патриарх Никанор в свою очередь провёл 24 — 27 июля 1867 года в Александрии собор, который осудил вмешательство Константинопольской церкви, а также подтвердил законность избрания Нила наследником и местоблюстителем Патриаршего престола. Архимандрит Евгений на соборе был подвергнут извержению из сана.
Хотя к концу мая 1868 года архимандрит Евгений, потеряв всякую надежду добиться своей цели, покинул Египет, а 6 июня Патриарх Никанор вернулся в свою резиденцию, вопрос о преемнике патриарха Никанора оставался открытым. Греческие общины Египта отказывались признавать архимандрита Нила. 16 марта 1869 года Патриарх Александрийский Никанор, митрополит Пилусийский Амфилохий, митрополит Триполийский Феофан и митрополит Киринский Спиридон рукополагают архимандрита Нила в сан митрополит Пентапольского. 19 марта 1869 года патриарх Никанор официально передал бразды правления Нилу, «назначив» его Александрийским Патриархом. Патриархи Антиохийский и Иерусалимский поспешили признать митрополита Нила «канонически и законно назначенным патриархом Александрийским». Египетские власти так же не препятствовали поначалу утверждению Нила в должности предстоятеля Александрийской Церкви.
9 августа 1869 года Никанор направил послание первенствующему члену Всероссийского Синода митрополиту Исидору (Никольскому) с просьбой признать избрание Нила и содействовать его утверждению египетским правительством. Подробно описав предшествующие события, патриарх сообщал, что Великая Церковь вновь вмешалась во внутренние дела Александрийской Церкви. На этот раз Константинопольский Патриарх Григорий VI отказывался признать законность избрания митрополита Нила не только на патриарший престол но и законность его епископской хиротонии, ссылаясь на то, что он как инок Святой Горы находился в юрисдикции Константинопольского патриарха и должен был, по утверждению Константинополя, получить разрешение Константинопольского патриарха, которое дано ему не было. 22 сентября 1869 года Священный синод Константинопольского Патриархата лишин Нила сана священника, оставив ему звание монаха. Заготовленный египетскими властями фирман не был вручён Нилу. Едва ли не основным участником интриги патриарх назвал и российского генерального консула де Лекса, который действовал независимо от российского Посла в Константинополе и был настроен недружественно как к Патриарху Никанору, так и к его преемнику Нилу.
Синод Элладской православной церкви в Афинах отправил в Константинополь своего представителя — епископа Фокидского Давида. В частном послании Константинопольскому патриарху от имени митрополита Афинского Феофила говорилось, что в сложившихся обстоятельствах ни Евгению, ни Нилу «не подобает быть возведенным в сан Патриарха, а мир может быть водворен только избранием третьего лица». Найдя в Царьграде полное понимание, епиcкоп Давид отправился к Антиохийскому патриарху, рассчитывая уговорить его отказаться от поддержки Нила.
В письме к архимандриту Антонину (Капустину) в Иерусалим от 12 сентября 1869 года российский посол в Константинополе Н. П. Игнатьев, ранее поддерживавший Патриарха Никанора и его преемника Нила, писал: «Неурядица во всей Восточной Церкви ужасающая. Нилос, несмотря на свое пронырство, не умел обделать свои делишки в Египте и приходится согласиться на его удаление. Беда, да и только с Александрийским Престолом, сделавшимся игралищем нескольких торговцев».
25 декабря 1869 года Патриарх Никанор скончался. Положение «назначенного» патриарха Нила, несмотря на признание его со стороны Антиохийского и Иерусалимского патриархов, стало критическим. Игнатьев советовал ему уйти в отставку, но последний упорствовал. В письме от 7 января 1870 года Игнатьев писал: «Нил всех поставил против себя и может держаться разве моей помощью, а выезжать добровольно не хочет, рассчитывая на содействие нравственное Иерусалимского и Антиохийского Патриарха. Вы не можете себе представить, до чего дошло взаимное озлобление партий (негоцианты, доктора, люди образованные и порядочные — против Нилоса — единодушно). За него несколько адвокатов (кажется, четыре) и самый низший, грубый класс народа. Местные выборы невозможны, ибо дело дойдёт до резни. Я уговаривал правителя Египта обещать представить трем Патриархам войти между собою в соглашение по этому вопросу — на этот раз — предоставив им и выбор будущего Патриарха, помимо Евгения и Нилоса, имеющих каждый свою небольшую партию взаимно враждующую. Что мыслит Блаженнейший Кирилл? Надо найти какой-нибудь исход безобразному положению Александрийского Патриархата, сделавшегося игралищем страстей, посмешищем иноверцев и позором Православия».
30 мая 1870 года Патриархом Александрийским стал бывший Константинопольский Патриарх Софроний (Меидандзоглу), кандидатура которого была в июле того же года согласована между Константинопольским Патриархом с одной стороны и Антиохийским и Иерусалимским патриархами с другой. Ему удалось внести умиротворение в жизнь египетской паствы. 21 октября того же года бывший Патриарх Нил покину Александрию, а 28 октября года признал свою отставку.
Поселился у себя на родине в Галиполи. 10 июня 1872 года Священный Синод Константинопольского Патриархат отменил лишение сана, признал законной его епископскую хиротонию и восстановил его в качестве митрополита Пентапольского, но под юрисдикцией Константинпольского патриархата.
Скончался 12 ноября 1887 года в деревне Дафни на Афоне.